# Friedrich Wilhelm Marpurg

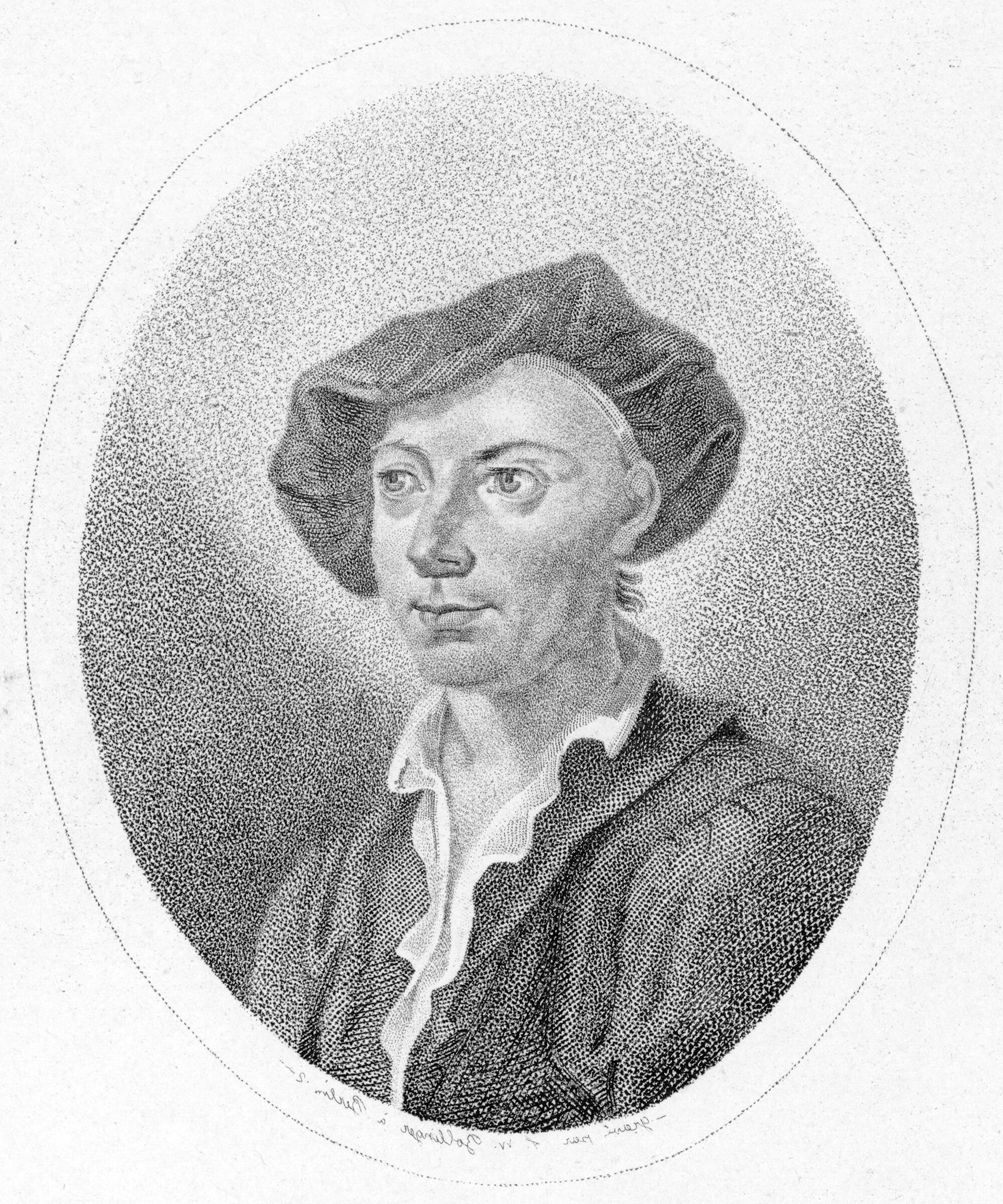
Friedrich Wilhelm Marpurg.

Friedrich Wilhelm Marpurg, född 21 november 1718 i provinsen Altmark, död 22 maj 1795 i Berlin, var en tysk musikteoretiker och tonsättare.
Marpurg lärde i Paris 1746 som sekreterare hos en general von Rothenburg känna Jean-Philippe Rameaus harmonisystem. Han bodde därefter flera år i Hamburg och utnämndes 1763 till kunglig lotteridirektör i Berlin samt erhöll titeln krigsråd. Han var föga framstående som kompositör, men utmärkte sig i hög grad som skriftställare med starkt polemisk inriktning.